# François-Joseph de Beaupoil de Sainte-Aulaire
Pour les articles homonymes, voir Saint-Aulaire.
Pour les autres membres de la famille, voir Famille de Beaupoil de Saint-Aulaire.
François-Joseph de Beaupoil, marquis de Saint-Aulaire, né à Aixe-sur-Vienne en Haute-Vienne le 6 septembre 1643 et mort à Paris le 17 décembre 1742, est un militaire et poète français.

## Biographie
Après une éducation bâclée, Saint-Aulaire entra dans l'armée et se signala par sa bravoure, qui le mena jusqu'au grade de lieutenant-général. Il se battit également fréquemment en duel au cours d'une jeunesse agitée.
Il quitta la carrière des armes et vint s'installer à Paris. C'était un homme de manières agréables, à l'esprit délicat et vif. Il fut accueilli dans les salons et s'y fit une réputation de causeur spirituel. On le remarqua avant tout pour ses réparties, ses bons mots et pour les madrigaux qu'il savait rimer avec aisance et agrémenter d'un trait piquant.
Il fréquenta plus particulièrement la Société du Temple, le salon de la marquise de Lambert, et surtout la petite cour de Sceaux, autour du duc et de la duchesse du Maine, dont il fut l'un des principaux ornements pendant près de quarante ans et Chevalier de la Mouche à Miel, familier des Grandes Nuits de Sceaux et des salons littéraires de la duchesse. La duchesse du Maine l'appelait son berger. Son esprit ne s'était pas émoussé avec l'âge et, à près de quatre-vingt-dix ans – car il a vécu presque centenaire, comme son ami Fontenelle – il rimait encore des vers galants.
Peu de ses vers ont été recueillis, et ils n'ont jamais été publiés en volume. Lorsqu'il fut admis à l'Académie française en 1706, ce fut uniquement au titre de l'esprit de conversation et non de la poésie.